# 河野メリクロン
株式会社河野メリクロン（かわのメリクロン）は徳島県美馬市の企業。
洋ラン(シンビジウム)の品種改良とメリクロンの生産販売等を行う。

## 主な独自開発商品
- 薬用育毛剤蘭夢
- 薬用育毛剤蘭夢黄金率
- 薬用育毛剤蘭夢黄金率プラス
- 蘭夢シャンプー黄金率
- 蘭夢コンディショナー黄金率
- らんとすだちのボディソープ
- うだつがあがる石けん
- あんみつ姫のハンドクリーム
- 薬用入浴剤らんのゆ
- あんみつ姫のドレッシング
- あんみつ姫の美人茶
- らん入り赤ワインらんの精
- 赤葡萄果汁　らんの雫
- 薬用パーフェクトジェル　らんの恵み
- 薬用石けん　蘭のしずく

## 主なテレビ・ラジオショッピング番組出演者
- 2004年2月14日　テレビ東京「ワザあり・日本の旅－ランに捧げたわが青春－」
- 2009年4月26日　NHK総合関西「ルソンの壺」
- 2009年11月15日　TBS「がっちりマンデー」

## 提供番組
- バイキングMONE（フジテレビ系）- 岡山・香川ローカル